# Ronde van Canterbury
De Ronde van Canterbury is een meerdaagse wielerwedstrijd in Nieuw-Zeeland. De koers maakt geen onderdeel uit van een internationale kalender en kent enkel Nieuw-Zeelandse winnaars.